# The Rattlesnake
The Rattlesnake er en amerikansk stumfilm fra 1913 af Romaine Fielding.

## Medvirkende
- Romaine Fielding som Tony.
- Mary Ryan som Inez.
- Maurice Cytron som Jones.
- Jesse Robinson som John.
- Alice Danzinger.